# Lizard (album)
 (juin 2023).
- Si vous ne connaissez pas le sujet, laissez ce bandeau (vous pouvez alors contacter les auteurs).
- Si vous supprimez le contenu mis en cause (vous pouvez préalablement contacter les auteurs),

argumentez précisément cette suppression dans la page de discussion
(un manque de référence n'est pas un argument ; une recherche réelle de référence doit avoir été effectuée, être formellement documentée).
Pour les articles homonymes, voir Lizard.
Albums de King Crimson
In the Wake of Poseidon
(1970) Islands
(1971)
Lizard, troisième album de King Crimson, marque l'aboutissement de leur désir de mêler jazz et rock progressif. Paru en 1970, l'album est le dernier de la première époque du groupe, qui s'orientera alors vers une rythmique plus rock que d'habitude, la coupure se faisant surtout sentir sur Larks' Tongues in Aspic.

## Détail des titres
Tout commence sur une pièce inquiétante, Cirkus, permettant de constater que le groupe est pleinement entré dans les années 1970 avec profusion de sons électroniques typique du début de la décennie. Chaque musicien y est particulièrement bien représenté, ce qui donne finalement une chanson aux accents graves, une parfaite définition de ce qu'est le rock progressif, genre encore difficile à cerner.
Puis vient Indoor Games, marquant l'arrivée de l'orientation jazzy de l'album, saxophone aidant. La voix saturée, les claviers réellement innovants et la basse profonde en font un des grands titres du groupe, entraînant et ambitieux.
Happy Family, continuité d'Indoor Games à la sauce free, souligne la relative proximité des deux genres (rock et jazz) que King Crimson désira tant faire cohabiter ; puis Lady of the Dancing Water est une ballade mélancolique dénuée de percussions où les vents sont à l'honneur et marque une pause avant la pièce maîtresse de l'album : la pièce Lizard, à la construction complexe et accompagnée dans un premier temps par la voix particulière de Jon Anderson, le chanteur de Yes.
Lizard, la pièce homonyme, commence sur une alternance d'ambiances, notamment vocales. Mellotron, bandes inversées, tout ici démontre encore l'esprit « touche-à-tout » du groupe. Le son d'un cornet surgit alors, sur une percussion proche du boléro justement et qui ne cessera que bien plus tard. Les instruments s'enchaînent, aux tempos tour à tour classique, jazz et free jazz jusqu'à ce que le mellotron reparaisse et renvoie l'ambiance à celle de la première partie, pour enfin achever le tout sur un fond sonore lancinant et inquiétant.
Décrié à sa sortie, surtout par les fans, lesquels lui reprochaient un tempérament inaccessible, le troisième album de King Crimson, à la pochette étonnante tout en enluminures, influencera sûrement la scène progressive des années 1970 en l'orientant vers des pièces toujours plus longues et à la construction toujours plus complexe, voire symphonique. D'ailleurs, des groupes progressifs de cette époque ont été profondément influencés par King Crimson, dont Van der Graaf Generator et Robert Fripp joue sur deux de leurs albums (H to He, Who Am the Only One et Pawn Hearts), Genesis et Emerson, Lake and Palmer avec l'album Tarkus qui témoigne avec sa longue suite du même nom, de l'influence du Roi Cramoisi.

## Titres
Toutes les chansons sont de Robert Fripp et Peter Sinfield.
1. Cirkus (including Entry of the Chameleons) – 6:27
2. Indoor Games – 5:37
3. Happy Family – 4:22
4. Lady of the Dancing Water – 2:47
5. Lizard – 23:15
  1. Prince Rupert Awakes
  2. Bolero: The Peacock's Tale
  3. The Battle of Glass Tears
    1. Dawn Song
    2. Last Skirmish
    3. Prince Rupert's Lament

  4. Big Top

## Musiciens
Selon le livret inclus avec l'album :

### King Crimson
- Robert Fripp : guitare, orgue Hammond (2), mellotron (1, 2, 5), EMS VCS3 (2)
- Gordon Haskell : basse, chant
- Mel Collins : flûte, saxophone
- Andy McCulloch : batterie
- Peter Sinfield : textes, illuminations, synthétiseur EMS VCS3 (2, 5)

### Musiciens additionnels
- Keith Tippett : piano, piano électrique
- Jon Anderson : chant (5-a)
- Nick Evans : trombone
- Mark Charig : cornet
- Robin Miller : hautbois, cor anglais